# Pete Fenson
Pete Fenson, né le 29 février 1968 à Bemidji (Minnesota), est un joueur américain de curling. 
Fenson est le skip de l'équipe américaine et avec ses coéquipiers Shawn Rojeski, Joe Polo, John Shuster, et Scott Baird représentait les États-Unis aux Jeux olympiques d'hiver de 2006 à Turin, et gagne la médaille de bronze. C'était la première médaille en curling pour les États-Unis aux Jeux olympiques.